# Оукдейл (Пенсільванія)
Оукдейл (англ. Oakdale) — місто (англ. borough) в США, в окрузі Аллегені штату Пенсільванія. Населення — 1475 осіб (2020).

## Географія
Оукдейл розташований за координатами 40°24′1″ пн. ш. 80°11′14″ зх. д. / 40.40028° пн. ш. 80.18722° зх. д. (40.400167, -80.187152).  За даними Бюро перепису населення США в 2010 році місто мало площу 1,22 км², уся площа — суходіл.

## Демографія
Згідно з переписом 2010 року, у селищі мешкало 1459 осіб у 620 домогосподарствах у складі 435 родин. Густота населення становила 1200 осіб/км².  Було 641 помешкання (527/км²).
Расовий склад населення:
| - 96,7 % — білих - 1,6 % — чорних або афроамериканців - 0,3 % — азіатів - 0,1 % — корінних американців |

До двох чи більше рас належало 1,1 %. Частка іспаномовних становила 0,7 % від усіх жителів.
За віковим діапазоном населення розподілялося таким чином: 17,3 % — особи молодші 18 років, 63,8 % — особи у віці 18—64 років, 18,9 % — особи у віці 65 років та старші. Медіана віку мешканця становила 47,4 року. На 100 осіб жіночої статі у селищі припадало 93,2 чоловіків;  на 100 жінок у віці від 18 років та старших — 94,1 чоловіків також старших 18 років.
Середній дохід на одне домашнє господарство  становив 67 122 долари США (медіана — 54 750), а середній дохід на одну сім'ю — 81 486 доларів (медіана — 64 167). Медіана доходів становила 50 375 доларів для чоловіків та 38 224 долари для жінок. За межею бідності перебувало 8,2 % осіб, у тому числі 6,8 % дітей у віці до 18 років та 3,0 % осіб у віці 65 років та старших.
Цивільне працевлаштоване населення становило 718 осіб. Основні галузі зайнятості: освіта, охорона здоров'я та соціальна допомога — 17,8 %, мистецтво, розваги та відпочинок — 12,8 %, роздрібна торгівля — 12,1 %.